# Maurice Aymard
Maurice Aymard (Toulouse, 20 de dezembro de 1936) é um historiador francês especializado em história econômica e social, da era moderna. Atualmente, é diretor de estudos na École des hautes études en sciences sociales (EHESS).

## Biografia
Graduado em história na École normale supérieure e Sorbonne, conheceu Fernand Braudel em 1959, o qual orientou-o a estudar história econômica da Itália e o mundo mediterrâneo da era moderna. No mesmo ano, mudou-se para Veneza para atuar na carreira de pesquisador até 1960, posteriormente estabelecendo-se em Palermo, onde trabalhou de 1964 a 1966. Posteriormente, mudou-se para Madri ( na Casa de Velázquez), onde permaneceu até 1968 quando recebeu o título de professor em Nápoles.
Foi diretor de pesquisa da seção de história moderna e contemporânea da Escola Francesa de Roma,oficio exercido de 1972 a 1976. Durante esse período, dedicou-se ao estudo do comércio de grãos do Mediterrâneo no século XVI, além de buscar  as divergências no desenvolvimento econômico da bacia do Mediterrâneo baseando-se em arquivos sicilianos, espanhóis e napolitanos.
Em 1976, deixou Roma e retornou à França, onde voltou a lecionar, dessa vez na École des hautes études en sciences sociales .Também integrou a instituição braudeliana Fondation Maison des sciences de l'homme, sucedendo Clemens Heller, como administrador em 1992.
Ao longo de sua carreira, influenciado por Fernand Braudel, publicou diversas obras sobre o mundo mediterrâneo, com ênfase na Itália. Coeditou, junto de Giuseppe Giarrizo, uma história da Sicília após a unificação da Itália, além de duas histórias da Europa tendo a colaboração de Perry Anderson e Carlo Ginzburg. Ele também escreveu sobre a história da alimentação e da amizade, além de ter sido membro do Conselho Científico do Institut européen d'histoire et des cultures de l'alimentation.

## Publicações
- Veneza, Ragusa e o comércio branco na segunda metade do século XVI, Paris, SEVPEN, 1966.
- Capitalismo holandês e capitalismo mundial: Capitalismo holandês e capitalismo mundial, Cambridge/Paris, 1979.
- Em colaboração com Giuseppe Giarrizzo, História da Itália. As regiões da unificação até hoje: Sicília, Turim, Einaudi, 1987.
- Em colaboração com Harbans Mukhia, Estudos Franceses em História, vol.1: A Herança, vol.2: Novos começos, Nova Déli, Orient Longman, 1988/89.
- Em colaboração com Perry Anderson, Paul Bairoch, Walter Barberis e Carlo Ginzburg, História da Europa, Turim, Einaudi, 1993/96.
- Escrito com Claude Grignon e Françoise Sabban, Le Temps de manger, Paris, MSH/Editions de l'INRA, 1994.
- Escrito em conjunto com Hélène Ahrweiler, Les Européens, Paris, Hermann, 2000.
- Escrito em conjunto com Giuseppe Barone, Representações e imagens da Sicília entre história e historiografia, Sciascia, 2003.
- Escrito em conjunto com Giuseppe Giarrizzo, Catania. A cidade, sua história, Catania, Sanfilippo, 2008.

## Honras
- Doutor Honorário da Academia Russa de Ciências .
- Doutor Honorário da Universidade de Macerata .
- Doutor Honorário da Universidade de Catânia .
- Membro estrangeiro da Academia Russa de Ciências.
- Membro estrangeiro do Comitê Científico da Sociedade Histórica e Literária Polonesa em Paris.
- Secretário-Geral do Conselho Internacional de Filosofia e Ciências Humanas (1998-2014).

## Links externos
- Artigos mais vistos: https://www.cairn.info/publications-de-wd--26028.htm.
- Vídeos e podcasts: https://www.canal-u.tv/intervenants/aymard-maurice-026698501
- Obras de Maurice Aymard: https://mlol.link/open/author/344491